# Fagradalsfjall
Fagradalsfjall è una piccola formazione montagnosa, parte di un altipiano più esteso dal quale con periodicità si hanno eruzioni fissurali, costituita da un sistema di fenditure più che di crateri e situata sulla penisola di Reykjanes, nella regione islandese di Suðurland. Il suo picco più alto misura 385 m.
Il vulcano è in attività dal 19 marzo 2021, dopo un lungo periodo di quiescenza risalente intorno al XIII secolo (1240 ca) e si trova a circa 40 chilometri da Reykjavík, a sud dell'omonimo monte Fagradalsfjall, incluso intorno alla grande area geotermale di Krýsuvík.
Nel 1943 trovò qui la morte l'aviatore e generale statunitense Frank Maxwell Andrews, in un incidente aereo, durante il secondo conflitto mondiale.

## Galleria d'immagini

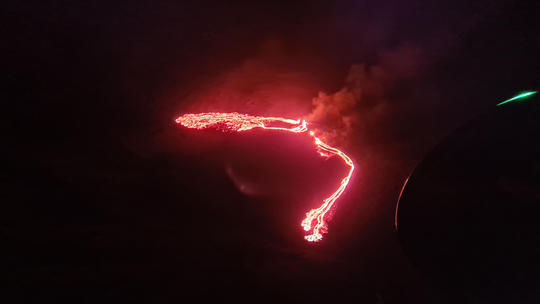
L'eruzione del vulcano Fagradalsfjall in Islanda, è iniziata nella notte tra il 19 e il 20 Marzo 2021 e sembra essere terminata il 18 Settembre 2021.
La Carta geologica semplificata del sistema vulcanico dell'Islanda.
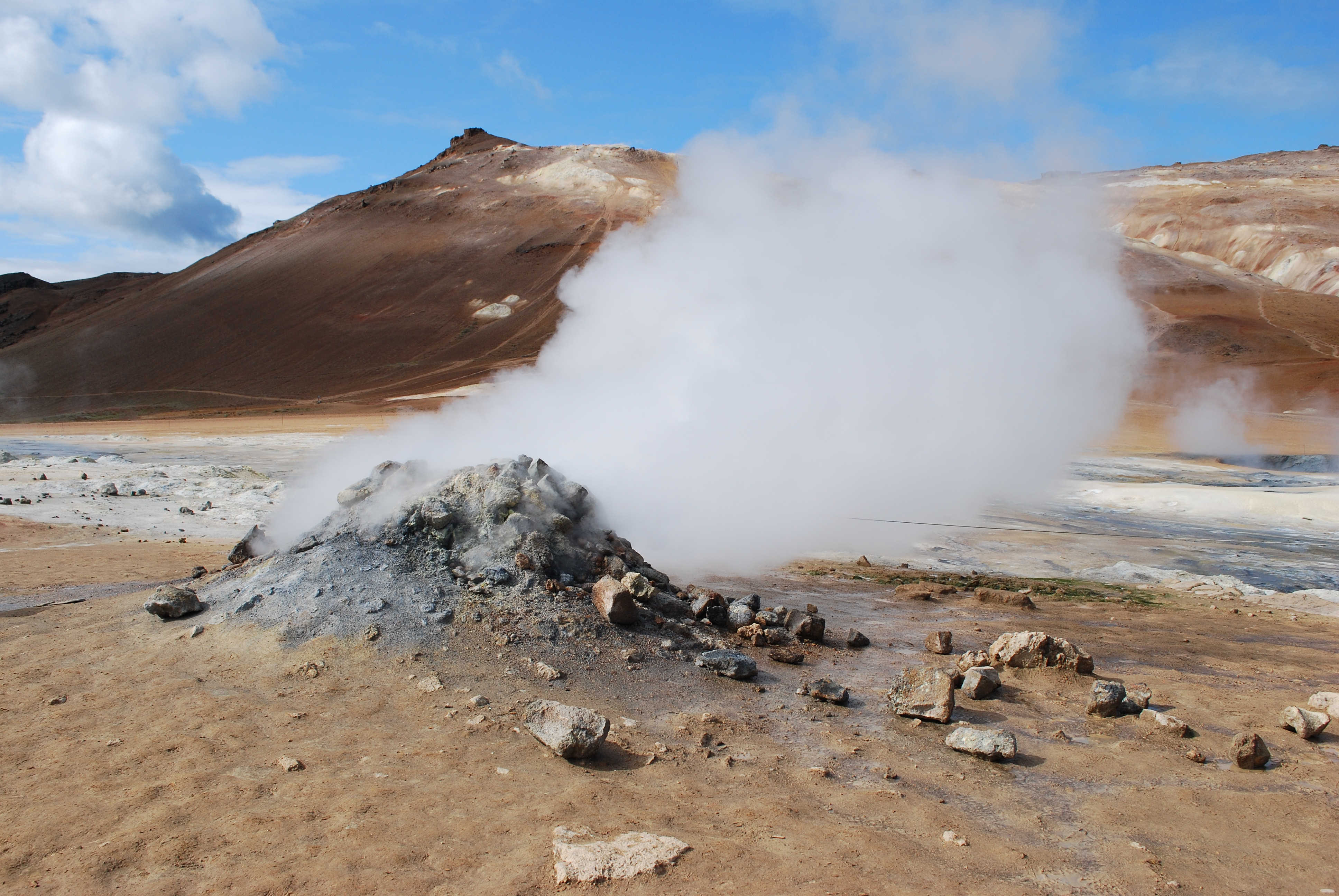
Una sorgente di vapore dell'area geotermale di Hverir.
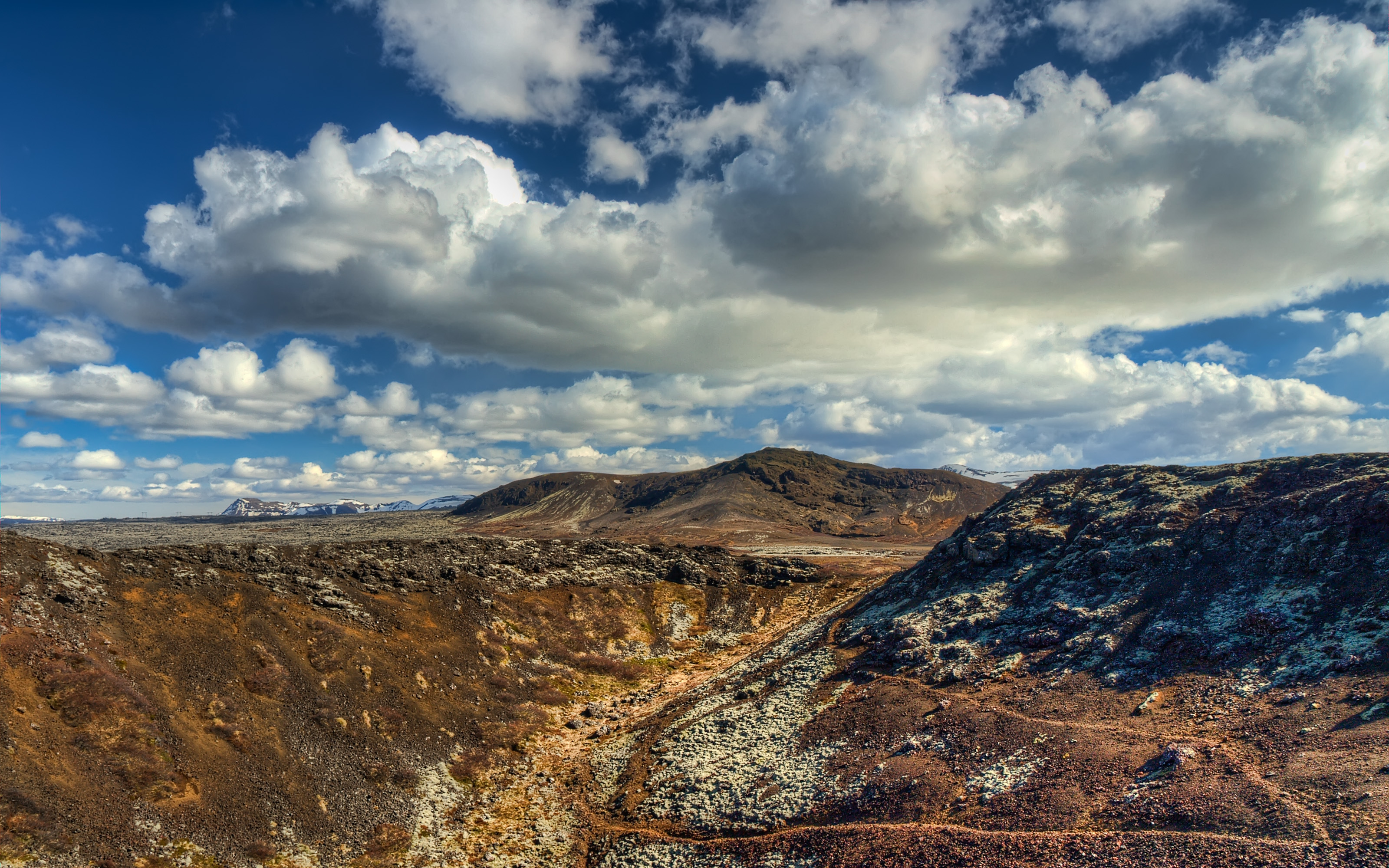
Colate laviche presso Búrfellsgjá.
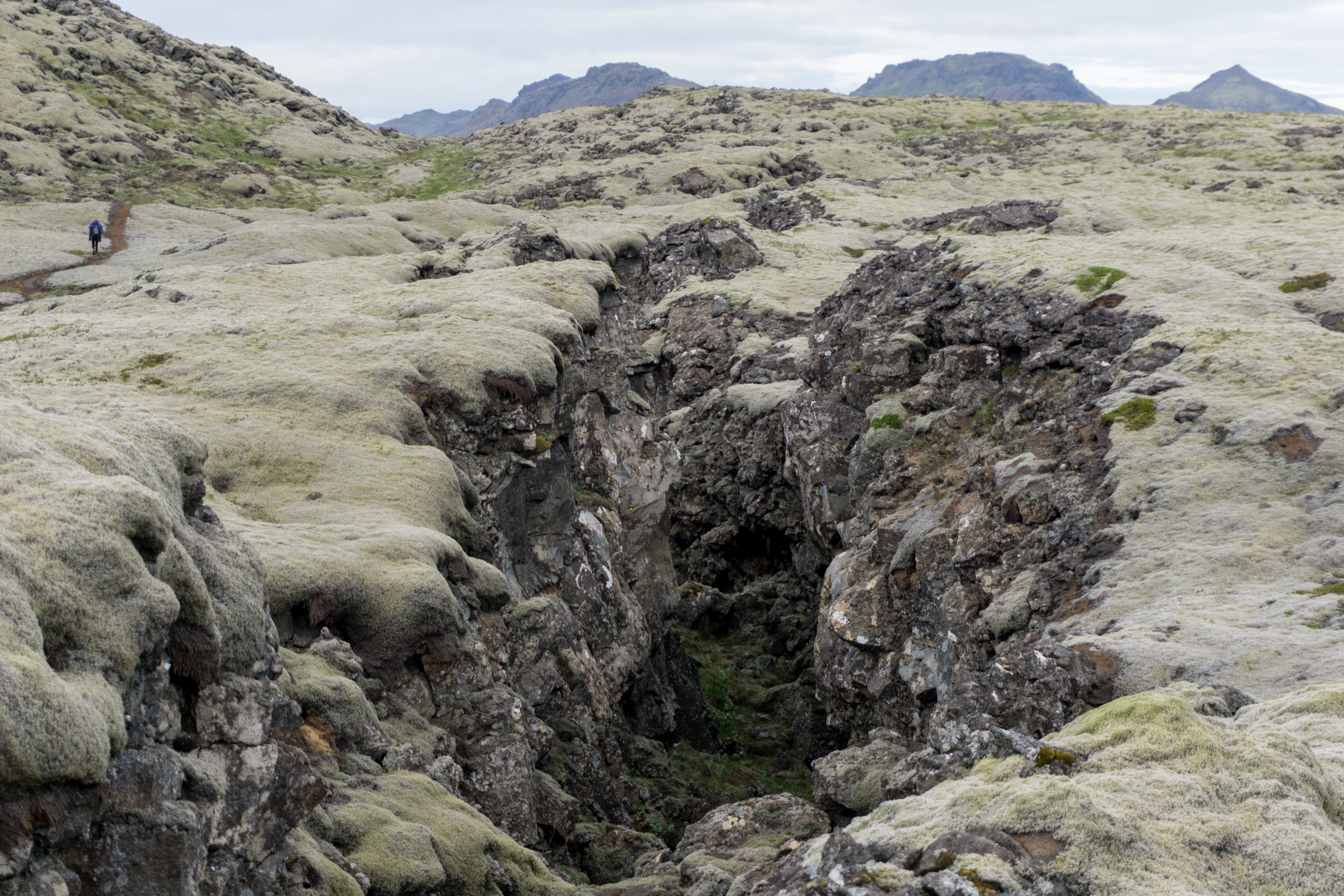
Una fenditura di lava a Krýsuvík, alle spalle di Trölladyngja (Reykjanes).